# Transat Québec-Saint-Malo
A Transat Québec-Saint-Malo, é a corrida à vela transatlântica em equipa que se realiza de quatro em quatro anos entre o Canadá e a França.
Foi em 1984 durante as festividades do  450e aniversário da primeira viagem de Jacques Cartier, célebre navegador de Saint-Malo que aportou no Golfo de São Lourenço em 1534, que se realizou a primeira prova.
Aberta aos monocascos como aos multicascos de 50 e 60 pés, tem duas características:
- é a esse nível a única transat de Oeste a Este, já que normalmente são  no sentido Este-Oeste (ex: Transat Inglesa)
- o porto de partida da corrida encontra-se num rio, o Rio Saint-Laurent.

## Provas
O detentor do record da prova é Loïck Peyron em 1996.

Lista das provas e respectivos vencedores na versão francesa fr:Transat Québec-Saint-Malo#Palmarès